# Batalla de Qantish
La batalla de Qantish és una de les batalles de la Fitna, la guerra civil que va esclatar en el Califat de Còrdova a la mort d'Abd-al-Màlik, el fill i successor d'Almansor.

## Antecedents
Abd-ar-Rahman Sanxuelo, hàjib del califa Hixam II va decidir sortir en expedició contra el regne de Lleó, i l'oposició instigada per Muhàmmad ibn Hixam al-Mahdí va organitzar una revolta obligant a Hixam II a abdicar proclamant califa a Muhàmmad ibn Hixam al-Mahdí i es van apoderar de Madínat az-Zahrà a finals del 1008 o principis del 1009. Sanxuelo encara disposava de l'exèrcit i finalment va decidir retornar a la capital per recuperar el poder, però de camí les seves forces el van abandonar i fou capturat prop de la ciutat per emissaris del nou califa, que el van matar el 3 de març del 1009.
Els amazics liderats per Sulayman al-Mustaín es van oposar a Muhàmmad al-Mahdí i els dos pretendents al califat es van dirigir a Burgos per demanar suport a Sanç I Garcia de Castella, que finalment es va decidir per Sulayman a canvi de la cessió immediata de territoris a la frontera del Duero (San Esteban, Clunia, Osma i Gorma), i la promesa de noves cessions (Castrobon, Meconia i Berlanga) i passant per Madínat Salim (l'actual Medinaceli) van derrotar l'exèrcit de Wàdih, governador d'Ath-Thaghr al-Àwsat (marca mitjana) a la batalla d'Al-Qulaiya, per continuar en camí a Qúrtuba.

## Batalla
Muhàmmad II al-Mahdí va reforçar les defenses de la capital i va dirigir-se a l'encontre amb un exèrcit heterogeni amb molts reclutes sense formació militar, sent derrotat a Jabal Qantish (l'actual Jabalquinto) el 5 de novembre de 1009 perdent més de deu mil homes, morts o ofegats en la fugida a l'intentar creuar el Guadalquivir. Els 600 genets de Sanç I Garcia de Castella van tenir un protagonisme decisiu en la victòria de Sulaymán.

## Conseqüències
Els amazics liderats per Sulayman al-Mustaín van entrar a Qúrtuba deposant a Muhàmmad II al-Mahdí, que va fugir a Tulàytula, on va seguir actuant com a califa.